# Hyllisia flavostictica
Hyllisia flavostictica är en skalbaggsart som beskrevs av Stefan von Breuning 1976. Hyllisia flavostictica ingår i släktet Hyllisia och familjen långhorningar. Inga underarter finns listade i Catalogue of Life.